# 르베그 밀도 정리
수학에서 르베그 밀도 정리는 임의의 밀도 측도 집합 A에 대해 A 안의 거의 모든 점에서의 밀도는 1임을 말한다. 직관적으로, 이것은 A에서의 경계(주변의 일부는 A에 포함되고 일부는 A 밖에 있는 A 안의 점들의 집합)는 무시할 수 있음을 의미한다.
르베그의 밀도 정리는 A에서의 거의 모든 점들의 밀도
{\displaystyle d(x)=\lim _{\varepsilon \to 0}d_{\varepsilon }(x)}
는 존재하며, 1이다.